# Neustetten
Neustetten település Németországban, azon belül Baden-Württembergben. Lakosainak száma 3932 fő (2023. december 31.).

## Népesség
A település népessége az elmúlt években az alábbi módon változott:
| Lakosok száma | 1635 | 3404 | 3627 | 3688 | 3758 | 3853 | 3932 |
|               | 1975 | 2014 | 2017 | 2019 | 2021 | 2022 | 2023 |